# غراي إتش ميلر
غراي إتش ميلر (بالإنجليزية: Gray H. Miller)‏ هو قاضي ومحامي أمريكي، ولد في 9 ديسمبر 1948 في هيوستن في الولايات المتحدة.